# Mattias Skjelmose Jensen
Mattias Skjelmose Jensen   (Copenhaguen, 26 de setembre de 2000) és un ciclista danès, professional des del 2020. Actualment corre a l'equip Lidl-Trek. En el seu palmarès destaca l'Amstel Gold Race de 2025, la Volta a Suïssa de 2023 i el campionat nacional en ruta del mateix any.

## Palmarès
- 2018
  - 1r a la Ster van Zuid-Limburg i vencedor d'una etapa
  - 1r a la Youth Tour Junior i vencedor de 2 etapes
  - 1r al Tour del País de Vaud i vencedor d'una etapa
- 2022
  - 1r a la Volta a Luxemburg
- 2023
  -  Campió de Dinamarca en ruta
  - 1r a la Volta a Suïssa i vencedor d'una etapa
  - 1r a la Maryland Cycling Classic
  - Vencedor d'una etapa a l'Étoile de Bessèges
  - Vencedor d'una etapa al Tour dels Alps Marítims i del Var
  - Vencedor d'una etapa a la Volta a Dinamarca
- 2024
  - Vencedor d'una etapa a la París-Niça
- 2025
  - 1r a l'Amstel Gold Race
  - 1r a l'Andorra MoraBanc Clàssica

### Resultats al Tour de França
- 2023. 29è de la classificació general

### Resultats al Giro d'Itàlia
- 2022. 40è de la classificació general